# Бовуа, Ксавье
Ксавье Бовуа (фр. Xavier Beauvois; род. 20 марта 1967, Ошель) — французский актёр, режиссёр и сценарист.

## Биография
Ксавье Бовуа родился 20 марта 1967 года в Ошель (департамент Па-де-Кале, Франция). С детства увлекался историей кино и даже участвовал в юношеской конференции в Кале. Затем он решил поступить в киношколу IDHEC, но однако провалился.
Кинематографическую карьеру начинал помощником режиссёра Мануэля де Оливейры. В 1986 году снял свой первый короткометражный фильм. Затем помогал на съёмках Андре Тешине, а в 1991 году снял первый полнометражный фильм «Север», где сам исполнил одну из главных ролей. Лента получила две номинации на премию «Сезар». После этого Бовуа начинают приглашать как актера, а сам режиссёр снимает очень редко, но регулярно и качественно.
Лента 1995 года «Не забудь, что ты скоро умрёшь» принесла режиссёру приз жюри Каннского кинофестиваля и премию Жана Виго. Главные роли в фильме сыграли сам Бовуа и Кьяра Мастроянни. За фильм «Молодой лейтенант» исполнительница главной роли Натали Бай получила премию «Сезар» в номинации «Лучшая женская роль».
В 2010 году Ксавье Бовуа поставил фильм «Люди и боги», в основе сюжета которого лежит реальная история, которая произошла в Алжире, где французские служители монашеского ордена цистерцианцев некоторое время жили в полной гармонии с местным мусульманским населением, оказывая помощь и поддержку. Фильма была присуждена Гран-при жюри и Приз экуменического жюри на кинофестивале в Каннах и ряд других престижный номинаций и наград.
Последняя по времени режиссёрская работа Ксавье Бовуа «Цена славы» была отобрана для участия в главной конкурсной программе 71-го Венецианского кинофестиваля.